# Alfred Sung
Alfred Sung (né le 14 juin 1948) est un créateur de mode canadien d'origine chinoise. En plus de la conception de vêtements, il crée également des parfums et autres accessoires et conseille les femmes et les hommes sur la mode à domicile. Il est né à Shanghai et a grandi à Hong Kong. Sung est le frère de l'actrice Lydia Shum.

## Jeunesse
Sung aspire à devenir un artiste, contrairement à la volonté de ses parents qui préféreraient qu'il exerce une profession traditionnelle. Avec le temps, son père cède et décide de l'envoyer à Paris où il étudie la couture à la Chambre Syndicale de la Couture Parisienne.[réf. nécessaire]
Après avoir obtenu la première place de sa promotion, Sung déménage à New York pour étudier à la Parsons School of Design. Il y a perfectionné son talent, tout en travaillant comme assistant designer pour un fabricant de robes sur la Septième Avenue.[réf. nécessaire]

## Carrière
En 1972, Alfred Sung déménage au Canada. Après avoir utilisé ses compétences d'illustrateur de mode pour compléter ses revenus, Sung ouvre une petite boutique appelée Lune dans un quartier branché de Yorkville à Toronto. 
En 1980, Sung, Saül et Joseph Mimran unissent leurs forces pour créer Monaco Group Inc. Quelques mois plus tard, la marque d'Alfred Sung apparait au Canada dans les principaux magasins à départements et dans les magasins spécialisés. En 1981, le label d'Alfred Sung est lancé aux États-Unis dans des boutiques comme celles de Saks Fifth Avenue. Plus tard, les produits Alfred Sung sont lancés dans des chaines de magasin comme Macy's, Nordstrom, Neiman Marcus et Bergdorf Goodman. En 1983, le magazine canadien Maclean's proclame Alfred Sung comme « Le Roi de la mode » canadienne.[réf. nécessaire]
En 1986, avec le lancement des Parfums Alfred Sung, la marque Sung change son profil en devenant une marque de parfum. Sung par Alfred Sung, lancé en 1986, a été suivi du parfum Shi d'Alfred Sung en 2001 et Alfred Sung Paradise en 2003 . En 2005, un nouveau parfum est lancé, Jewel d'Alfred Sung.[réf. nécessaire]
Alfred Sung et les Mimrans ont lancé une campagne dynamique sans précédent dans l'industrie de la mode canadienne. Les lignes de produits sous licence Alfred Sung comprennent parfum, lunettes, lunettes de soleil, montres, bijoux et accessoires de mode et des vêtements pour hommes, entre autres. En 2005, l'Alfred Sung Home collection est lancée par Zellers au Canada et comprend meubles, literie, salle de bain, décoration de maison, de table et de cuisine.